# Тиранија
Тиранија је облик владавине где појединац — тиранин (грч. τύραννος []) посједује апсолутну власт над људима у некој држави или организацији. Појам је први пут употребљен у античкој Грчкој, како би описао политички амбициозне аристократе који су рушећи уставна уређења полиса — било олигархијска, било демократска — преузимали власт у своје руке. Данас је тиранија стекла пежоративно значење и обично се користи за означавање ауторитарних и репресивних режима, који немају никакав политички легитимитет, али понекад и за неприхватљиве појаве у демократским друштвима. Један од најчешћих примера јесте такозвана тиранија већине.

## Тиранија у старој Грчкој
До успона тираније као облика владавине дошло је у старој Грчкој у позном архајском периоду (7. и 6. век старе ере). Контакти са богатим Оријентом произвели су имовинску неједнакост, која је довела до социјалних сукоба у оквиру грчких аристократија. Наравно, концентрација богатства није имала облик уобичајен за нама савремено доба — тј. у кованом новцу. Време првог ковања новца је 1951. године прилично сигурно стављено у отприлике 600. годину п. н. е.; кључно откриће било је откопавање и научно испитивање темеља Артемидиног храма у Ефесу у Малој Азији. Први објекти који највише личе на ковани новац нађени су тамо у нивоима које већина научника (неколико њих се не слаже) прихвата као прилично тачно датиране. У самој Грчкој се са ковањем новца почело тек у 6. веку. Постојали су, међутим, други начини акумулације вредних метала. Злато и сребро се могло излити у купове, тањире и вазе, или се једноставно могло држати и у полугама. Не може се избећи јасна импликација две Солонове песме (рани 6. век) да су, прво, злато и сребро били добро познати метали и, друго, да су богатство сада поседовали „скоројевићи“ (дакле, они који нису били аристократског порекла), који су га стекли сумњивим пословима.
Прва држава у којој је почео да се руши стари аристократски поредак био је Коринт. Бакхијади су експлоатисали географски положај Коринта, који је био изразито повољан. Као и Халкида на Еубеји, која је надгледала поморски саобраћај између јужне Грчке и Македоније, али која је такође имала добре везе са Беотијом и Атиком, Коринт је контролисао како пут север—југ (Истамска превлака, која је у модерно доба прокопана Коринтским каналом) тако и пут исток—запад. Овај други пут коришћен је на један посебан начин. Коринт је имао две луке, Лехеј на западу у Коринтском заливу и Кенхреју на истоку у Саронском заливу. Између два мора постојао је превозни систем, који је укључивао чувену инжењерску мајсторију, такозвани диолкос. Диолкос, који је ископан педесетих година 20. века, представљао је линију ижлебљених камена за калдрму преко које је вучена роба за укрцај (вероватно се нису вукли сами трговачки бродови, мада постоје индиције да су ратни бродови, који су лакши, тако вучени у ванредним приликама). Постоје експлицитни подаци да су Бакхијади добијали огроман профит од лучких намета. Како је грчки свет ширио своје духовне и финансијске хоризонте, друге коринтске породице осећале су све већу завист. Резултат је била прва поуздано датирана и добро документована грчка тиранија, тј. владавина једног човека. То је била тиранија Кипсела, који је само делимично био Бакхијад.
Аристотел ће у 4. веку п. н. е. рећи да се тираније појављују када олигархију погоде унутрашња трвења. и ова се анализа може применити на Коринт. Натпис са пописом атинских архоната, пронађен тридесетих година 20. века, који помиње једног Кипселовог унука у деведесетим годинама 6. века, ставио је тачку на стару расправу о времену Кипселовог доласка на власт: он је сигурно постао тиранин око 650. године (за шта постоје и други докази), а не у неко раније време које помиње једна друга античка предаја. Кипсел и његов син Перијандар су владали до око 585. п. н. е.; Перијандров нећак и наследник није се дуго одржао. Нејасно је који је тачно фактор 650. године омогућио успех једног делимичног аутсајдера; није познат никакав спољнополитички неуспех Бакхијада из времена пре 650. године. Општа антипатија према Бакхијадима је, међутим, јасно видљива из једног пророчанства које је сачувао Херодот, а које „предсказује“ да ће Кипсел донети Коринту δίκη, тј. правду, после владавине Бакхијада који су монополизивали моћ. Нема сумње да је ово пророчанство фабриковано после самог догађаја, али је оно занимљиво јер показује да нико није жалио пад Бакхијада.
Модерни испитивачи покушавали су да Кипселов успех објасне неким општијим факторима, а не само жељом, која се појавила у једном новом свету богатства и могућности, да се стави тачка на репресију и искључивост Бакхијада. Једно од веома фаворизованих објашњења је војно, али треба одмах рећи да уопште нема доказа који би потврдили да је нека новонастала војничка класа подржала Кипсела. Ипак, треба објаснити позадину војне промене, промене чија је реалност несумњива.
Аристократски начин ратовања, како је описан у Хомеровим еповима, ставља нагласак на индивидуалну вештину. Велики ратници су користили кола готово као неку врсту таксија да би се превезли на бојно поље и са њега одвезли, а борили су се као пешаци против оних који су им били једнаки по социјалном статусу. Победник је добијао апсолутну моћ над пораженим непријатељем и његовом имовином, укључујући и право да ритуално масакрира тело мртвог непријатеља. Ова општа слика је свакако тачна, мада би се могао ставити приговор да је Хомерово издвајање појединаца можда имало само књижевну функцију и да су масе имале знатно већу улогу у борбама описаним у еповима. Овај приговор има извесну снагу, као и обрнут и сродан приговор да су у архајско и класично доба индивидуални двобоји били присутнији него што то допуштају научници који желе да нагласе колективни карактер хоплитске борбе. Ипак, током 7. века несумњиво је дошло до промене у начину ратовања.
Промена је била у правцу блоковског система борбе, у којем су се војници, опремљени тешким оружјем, названим ὅπλα (које се састојало од шлема, штитника за груди, стегника или оклопа за бутину, мача, копља и округлог штита који је био ременом прикачен за леву руку), борили, барем током једног дела битке, у релативно кохерентној формацији, при чему је рука са мачем сваког војника била заштићена штитом који је држао војник са његове десне стране. То је произвело последицу коју запажа Тукидид — наиме, тенденцију војника који држи мач да се нагиње удесно, у правцу заштите коју му пружа његов сусед. Због тога су најбољи војници били постављани на крајњу десну страну, како би служили као ослонац. Овај систем, чије увођење не помиње ниједан литерарни извор, осликан је на вазама из 7. века, мада није могуће рећи да ли се ради о наглој технолошкој револуцији или о нечему што је еволуирало током више деценија. Друго гледиште изгледа вероватније од када је педесетих година 20. века у Аргосу откривен сет тешког оружја од бронзе, који се датира у 8. век.
Јасно је да је ова промена имала социјалне и политичке импликације. Чак и када се прихвати да су индивидуални двобоји и даље постојали, ипак је много зависило од тога да ли суседи у бојној линији стоје на свом месту. Заклетва коју су у 4. веку полагали атински регрути (ефеби) садржи реченице о томе да неће осрамотити свето оружје, да неће напустити саборце у боју, и да потомству неће оставити домовину која је у лошијем стању него што је била када су се они родили; заклетва и реч „ефеб“ потичу из 4. века, али институционализација хоплитских обавеза и очекивања свакако потиче из ранијег периода. Рано ратовање на копну може се, заправо, сматрати симболичним изразом идентитета грчкога града. То помаже да се објасне веома снажни ритуални елементи у хоплитској бици, која је обично почињала жртвом и посматрањем знамења, а завршавала се победничким заветним поклонима, као што је често био бронзани оклоп, у неком одговарајућем светилишту. Управо су тешко наоружани војници, а не лаки оружници или морнари у флоти (чак не ни коњица, чија је улога у типичној бици била маргинална), били ти за које се сматрало да у посебном смислу представљају класичан полис. Тако је у Атини класичног доба подела грађана на десет триба одредила организацију хоплитске војске, али је много мање важна за попуњавање флоте.
Утицајна „хоплитска теорија“ о настанку тираније покушава да једну општу појаву 7. века — наиме, почетак тираније — објасни другом, односно увођењем хоплитског оружја и тактике са својим већим нагласком на колективном, корпоративном етхосу. Утолико што обе појаве представљају реакције против аристократске владавине, разумно је лако повезати их, али треба имати на уму да је ова теорија, колико год била привлачна, у свом стриктном облику модерна конструкција. Прво, ове две појаве никада не доводи у везу ниједан антички писац заинтересован за механику и психологију хоплитског ратовања с једне, и за тиранију с друге стране. Тукидид је, на пример, тиранију објашњавао пре свега економијом. Аристотел свакако каже да проширење војне базе државе може произвести проширење политичких слобода, али овај коментар нема неке нарочите везе са тиранијом посебно. На другом месту он каже да тиранија настаје због унутрашњих подела у оквиру олигархије, или је објашњава анахроном примедбом о демагошком вођству (анахроном, јер припада 4. веку), а то вођство, када се комбинује са војном командом, може се претворити у тиранију (овде он свакако има у виду пре свега Дионисија Сиракушког). Друго, обесхрабрујуће је за хоплитску теорију да за њу има тако мало доказа управо у најбоље осведоченом случају, случају киспелидског Коринта. Античкој традицији о томе да Кипсел није имао телесну стражу треба придавати њено природно значење, а то је порицање војног фактора; њу не треба извртати тако да се имплицира да њему стража није била потребна зато што је (како се тврди) имао подршку војних група. Даље, иако је тачно да се Кипсел назива полемархом (што би требало да значи „вођа у рату"), може се претпоставити да су његове активности у овој функцији биле у потпуности цивилне и судске. Та претпоставка поткрепљена је чињеницом да је полемарх био назив једног од магистрата у Атини класичног доба.
Ни на друге тираније не може се применити неко опште објашњење. Коринтска тиранија прва је описана јер је њено време са сигурношћу утврђено. Постоји, међутим, много тајанственија личност, Фидон из Аргоса, који је можда и старији од Кипсела, и који се узима као пример потврде да је војни фактор био пресудан у најранијим тиранијама. Нажалост, један антички писац, Паусанија, ставља га у 8. век п. н. е., док га Херодот ставља у 6. век п. н. е. Већина модерних испитивача емендира Паусанијин текст, а Хердотовог Фидона сматра унуком тиранина Фидона. То им онда дозвољава да тиранина Фидона ставе у 7. век п. н. е. и да га повежу са спектакуларном аргивском победом над Спартом код Хисија 669. п. н. е. Његов се успех тада објашњава новим хоплитским методом борбе. (Бронзани оклоп из 8. века, нађен у Аргосу, заправо би омогућио постављање везе између Фидона и хоплита чак и без емендирања Паусанијиног текста.) Ова конструкција претпоставља много тога што тек треба да се докаже, а хоплитска теорија се заправо позива у овом случају, не да би јој Фидонов случај дао потврду, већ да би се Фидон потврдио као реална личност.
Друге две тираније са сигурношћу се датирају у 7. век п. н. е. и можда су настале по узору на Кипселову; обе су настале у земљама које се граниче са Коринтом. Теаген из Мегаре ушао је у историју из три разлога: побио је стоку богаташа (што је акција која се не може разумети без додатних података поред оних којима располажемо); покушао је 630. п. н. е. да помогне свом зету Килону да преузме власт у Атини; и изградио је велику и лепу чесму са мноштвом стубова. Последње две ствари откривају нешто интересантно о социјалном и културном карактеру тиранија, али ниједна од три поменуте ствари не даје потврду војној или било којој другој општој теорији о настанку тиранија. У Сикиону, тиранија Ортагоридâ — чији је истакнути члан био Клистен, који је живео у раном 6. веку — можда је искористила антидорска осећања, која су била готово трајни елемент у менталитету неких Грка; али будући да је акција релевантна за антидоризам — преименовање племена — предузета у Клистеново време, то нам не може помоћи да објаснимо зашто је први сикионски тиранин уопште дошао на власт. У сваком случају, изгледа да главни објект Клистенове мржње нису били Дорани уопште, већ конкретно Аргос: до преименовања племена наводно је дошло да би се испровоцирао Аргос.
Без обзира на сав скептицизам, ипак се може навести неколико одлика поменутих тиранија (Атина и Спарта имале су другачији развојни пут). Прво, ове тираније имају више тога заједничкога, а не само то што се све могу приближно датирати у 7. век: неколико од најпознатијих тиранија налазе се у близини коринтског Истма. Ово свакако даје повод за неко делимично географско објашњење: наиме, поред дотока материјалних добара у ову централну зону, постојао је доток нових и субверзивних схватања. Места са стагнирајућом економијом и социјалним животом, као што су Беотија и Тесалија, нити су слала колоније, нити су искусила власт тиранâ.